# Jasionka (Dukla)
Jasionka ist eine Ortschaft mit einem Schulzenamt der Gemeinde Dukla im Powiat Krośnieński der Woiwodschaft Karpatenvorland, Polen.

## Geographie
Der Ort liegt am Bach Jasionka, unter dem Berg Cergowa (716 m) im Süden in den Niederen Beskiden. Die Nachbarorte sind Cergowa im Westen, Równe im Norden, Lubatówka im Nordosten, Lubatowa im Osten, sowie Zawadka Rymanowska im Süden.

## Geschichte
Im Jahr 1386 verkaufte Erik von Winsen, der Bischof von Przemyśl, den Byscopeswalt (Bischofswald), östlich des Dorfs Cergowa, an Michał, discretus (Schultheiß) von Rowna (Równe), um ein neues Dorf auf deutschem Recht zu gründen. Der deutschstämmige Name Bischofswald etablierte sich nicht und die nächste Erwähnung im Jahr 1412 war Iassonka. Im 15. Jahrhundert wurden nur zwei Einwohner des Dorfs erwähnt, und zwar unter den slawischstämmigen Namen, weshalb im Gegensatz zum NS-Historiker Kurt Lück die polnischen Forscher Adam Fastnacht, sowie Wojciech Blajer an der Gründung des Dorfs durch deutsche Siedler zweifelten.
Im Jahr 1434 wurden zwei Orte Biscupicze i Nowa Iaschenka vom König Władysław II. Jagiełło den Bischöfen von Przemysł zugeteilt, und bis zum Ersten Weltkrieg zum Erzbistum Przemyśl gehörte. Danach wurde es als Iaszonka (1471), Iaszyonka (1508), Jasionka (1699) erwähnt. Der Name Jasionka ist vom Bach Jasion(k)a (1386: Yessone) abgeleitet.
Das Dorf gehörte zunächst zum Adelsrepublik Polen-Litauen, Woiwodschaft Ruthenien, Sanoker Land. Bei der Ersten Teilung Polens kam Jasionka 1772 zum neuen Königreich Galizien und Lodomerien des habsburgischen Kaiserreichs (ab 1804). Ab dem Jahr 1855 gehörte die Gemeinde zum Bezirk Krosno.
1918, nach dem Ende des Ersten Weltkriegs und dem Zusammenbruch der k.u.k. Monarchie, kam Jasionka zu Polen. Unterbrochen wurde dies nur durch die Besetzung Polens durch die Wehrmacht im Zweiten Weltkrieg. In der Zwischenkriegszeit hatte das Dorf über 1000 Einwohner, größtenteils Polen. Von 1975 bis 1998 gehörte Jasionka zur Woiwodschaft Krosno.

## Sehenswürdigkeiten
- Katholische Kirche (1756)